# Johann Michael Eichler
Johann Michael Eichler (24. září 1786 – 19. března 1851) byl rakouský politik německé národnosti z Dolních Rakous, během revolučního roku 1848 poslanec Říšského sněmu.

## Biografie
Roku 1849 se uvádí jako Johann Michael Eichler, soukromník v obci Aschbach. Patřil mu mlýn Gobetsmühle u Aschbachu a žil v nedaleké osadě Abetzberg.
Během revolučního roku 1848 se zapojil do veřejného dění. Ve volbách roku 1848 byl zvolen i na ústavodárný Říšský sněm. Zastupoval volební obvod Seitenstetten. Tehdy se uváděl coby soukromník a mlynář. Řadil se k sněmovní levici.